# São Thomé das Letras
São Tomé das Letras est une municipalité de l'État du Minas Gerais au Brésil. Sa population était estimée à 6 943 habitants en 2009. Elle s'étend sur 369,52 km2.
Elle appartient à la Microrégion de Varginha dans la Mésorégion du Sud et Sud-Ouest du Minas.